# Ardian Ismajli
Ardian Ismajli est un footballeur albanais né le 30 septembre 1996 à Majance en Kosovo. Il évolue au poste de défenseur au Torino FC.

## Biographie

### En club
Formé à Vllaznia Shkodër, il fait ses débuts professionnels en Championnat du Kosovo en 2015 sous les couleurs du FC Pristina.
En février 2016, il signe en faveur du Hajduk Split. Il débute avec les réserves avant de joueur don premier match avec l'équipe première le 14 mai 2016 contre le NK Zagreb.
Lors de la saison 2016-2017, il est devenu un titulaire indiscutable avec le coach Marijan Pušnik. Le 21 août 2016, il inscrit son premier but face au HNK Rijeka au Stade de Poljud (défaite 4-2).

### En sélection

#### Avec le Kosovo
Le 29 mai 2018, il joue son premier match avec le Kosovo contre l'Albanie lors d'une rencontre amicale.

#### Avec l'Albanie
Le 7 novembre 2018, il est convoqué pour la sélection albanaise.
Il est retenu dans la liste des 26 joueurs albanais du sélectionneur Sylvinho pour participer à l'Euro 2024.